# Liste der Kulturdenkmäler in Biebergemünd
Die folgende Liste enthält die in der Denkmaltopographie ausgewiesenen Kulturdenkmäler auf dem Gebiet  der Gemeinde Biebergemünd, Main-Kinzig-Kreis, Hessen.
Hinweis: Die Reihenfolge der Denkmäler in dieser Liste orientiert sich zunächst an Ortsteilen und anschließend der Anschrift, alternativ ist sie auch nach der Bezeichnung, der vom Landesamt für Denkmalpflege vergebenen Nummer oder der Bauzeit sortierbar.
Kulturdenkmäler werden fortlaufend im Denkmalverzeichnis des Landes Hessen durch das Landesamt für Denkmalpflege Hessen auf Basis des Hessischen Denkmalschutzgesetzes (HDSchG) geführt. Die Schutzwürdigkeit eines Kulturdenkmals hängt nicht von der Eintragung in das Denkmalverzeichnis des Landes Hessen oder der Veröffentlichung in der Denkmaltopographie ab.

Das Vorhandensein oder Fehlen eines Objekts in dieser Liste ist keine rechtsverbindliche Auskunft darüber, ob es Kulturdenkmal ist oder nicht: Diese Liste entspricht möglicherweise nicht dem aktuellen Stand der offiziellen Denkmaltopographie. Diese ist für Hessen in den entsprechenden Bänden der Denkmaltopographie Bundesrepublik Deutschland und im Internet unter DenkXweb – Kulturdenkmäler in Hessen einsehbar. Auch diese Quellen sind, obwohl sie durch das Landesamt für Denkmalpflege Hessen aktualisiert werden, nicht immer aktuell, da es im Denkmalbestand immer wieder Änderungen gibt.
Eine verbindliche Auskunft erteilt allein das Landesamt für Denkmalpflege Hessen.
Nutze diese Kartenansicht, um Koordinaten in der Liste zu setzen. In dieser Kartenansicht sind Kulturdenkmale ohne Koordinaten mit einem roten bzw. orangen Marker dargestellt und können in der Karte gesetzt werden. Kulturdenkmale ohne Bild sind mit einem blauen bzw. roten Marker gekennzeichnet, Kulturdenkmale mit Bild mit einem grünen bzw. orangen Marker.

## Gesamtanlagen
| Bild            | Bezeichnung                          | Lage | Beschreibung | Bauzeit | Objekt-Nr. |
| --------------- | ------------------------------------ | --- | --- | ------- | ---------- |
| Bild gesucht BW | Gesamtanlage I historischer Ortskern | Bieber, Am Bilzeberg, Am Pflaster, Am Römerberg, Bahnhofstraße, Büchelbach, Mühlstraße, Orber Straße, Schmelzweg, Schulstraße, Schwarzbachgasse Lage | |         | 128402 DDB |
| Bild gesucht BW | Gesamtanlage II Burgberg             | Bieber Lage | Mauritiuskapelle, Ummauerung, ehemaliges Pfarrhaus/Schule, Scheune und Reste des Burgberger Hofes, Häuser Nr. 90, 92 |         | 128403 DDB |
| Bild gesucht BW | Gesamtanlage Siedlung Lützel         | Breitenborn, Hufeisenstraße Lage | |         | 128423 DDB |
| Bild gesucht BW | Gesamtanlage Alter Ortskern          | Kassel, Bornweg, Höchster Weg, Kasselbachstraße, Martinsgasse, Röslingstraße, Rosengraben, Spessartstraße Lage                                       | |         | 128431 DDB |
| Bild gesucht BW | Gesamtanlage Alter Ortskern          | Roßbach, Lützeler Straße, Bergstraße, Hauptstraße, Abschnitt des Kleinen Roßbaches Lage                                                              | |         | 128444 DDB |
| Bild gesucht BW | Gesamtanlage Alter Ortskern          | Wirtheim, Erbsengasse, Frankfurter Straße, Kasseler Straße, Kirchstraße, Leipziger Straße, Marktplatz, Neugasse, Poststraße, Schlosshof Lage         | |         | 127891 DDB |

## Kulturdenkmäler nach Ortsteilen

### Bieber
| Bild                                                                              | Bezeichnung                                                                                          | Lage | Beschreibung                                    | Bauzeit         | Objekt-Nr. |
| --------------------------------------------------------------------------------- | --- | --- | ----------------------------------------------- | --------------- | ---------- |
| Bild gesucht BW                                                                   | | Am Pflaster 2 LageFlur: 7, Flurstück: 55/1                                                                            |                                                 | 1778            | 128404 DDB |
| Bild gesucht BW                                                                   | Sachgesamtheit Ehemaliges Forstamt mit Nebengebäuden                                                 | Am Pflaster 3/5, B276 LageFlur: 7, Flurstück: 56/2, 68/7                                                              | Ehemaliges Amtsgericht mit Gefängnis (Forstamt) | 1866            | 127862 DDB |
| Bild gesucht BW                                                                   | Denkmal für die Gefallenen 1870/71                                                                   | LageFlur: 7, Flurstück: 68/7                                                                                          | Teil der Sachgesamtheit Ehemaliges Forstamt     | 1875            | 127862 DDB |
| Bild gesucht BW                                                                   | Rathaus, ehemaliges Bergamt                                                                          | Am Pflaster 4/6 LageFlur: 7, Flurstück: 50/3, 50/4                                                                    |                                                 | 1821            | 127863 DDB |
| Bild gesucht BW                                                                   | Sachteil Schaufenstervorbau                                                                          | Am Pflaster 10 LageFlur: 7, Flurstück: 49/1                                                                           |                                                 | 1890            | 128233 DDB |
| Bild gesucht BW                                                                   | | Am Pflaster 11/13 LageFlur: 7, Flurstück: 60/1                                                                        |                                                 | 19. Jahrhundert | 127864 DDB |
| weitere Bilder                                                                    | Evangelische Pfarrkirche, ehemalige reformierte Kirche                                               | Am Pflaster 12 LageFlur: 7, Flurstück: 48/1                                                                           |                                                 | 1766/67         | 128407 DDB |
| Bild gesucht BW                                                                   | Gasthof „Bieberer Stollen“ und Scheune                                                               | Am Pflaster 15 LageFlur: 7, Flurstück: 62/1                                                                           |                                                 | 18. Jahrhundert | 128405 DDB |
| Bild gesucht BW                                                                   | | Am Pflaster 29 LageFlur: 7, Flurstück: 67/1                                                                           |                                                 |                 | 127865 DDB |
| Bild gesucht BW                                                                   | Horasmühle mit Nebengebäuden und Mühlbach                                                            | Am Pflaster 49 LageFlur: 7, Flurstück: 21/1,22/2                                                                      |                                                 | 1720            | 127866 DDB |
| Bild gesucht BW                                                                   | Ehemaliges Schwesternheim und Kindergarten                                                           | Am Pflaster 51 LageFlur: 7, Flurstück: 23/1                                                                           |                                                 | 18. Jahrhundert | 128406 DDB |
| weitere Bilder                                                                    | Evangelische Laurentiuskirche, ehem. kath. Pfarrkirche St. Martini, Friedhof, Grabsteine, Ummauerung | Am Römerberg LageFlur: 7, Flurstück: 36, 38                                                                           |                                                 | 12. Jahrhundert | 127875 DDB |
| Bild gesucht BW                                                                   | Ehemaliges Pfarrhaus                                                                                 | Am Römerberg 5 LageFlur: 7, Flurstück: 73/2                                                                           |                                                 | 18. Jahrhundert | 127873 DDB |
| Bild gesucht BW                                                                   | Ehemaliges Gasthaus zum Hirschen                                                                     | Am Römerberg 6 LageFlur: 7, Flurstück: 45/1                                                                           |                                                 | 1539            | 127874 DDB |
| Sachgesamtheit katholische Burgbergkapelle St. Mauritius mit ehemaligem Pfarrhaus | Sachgesamtheit katholische Burgbergkapelle St. Mauritius mit ehemaligem Pfarrhaus                    | An der Burgbergkapelle 1, Gräben, Burgberg, An der Burgbergkapelle 2 LageFlur: 27, Flurstück: 1/3, 9, 10, 17/9, 17/10 |                                                 | 11. Jahrhundert | 127868 DDB |
| weitere Bilder                                                                    | Katholische Burgbergkapelle St. Mauritius                                                            | An der Burgbergkapelle o. Nr. LageFlur: 27, Flurstück: 9                                                              |                                                 | 11. Jahrhundert | 127868 DDB |
| Bild gesucht BW                                                                   | Post                                                                                                 | Bahnhofstraße 2 LageFlur: 8, Flurstück: 115/10                                                                        |                                                 | 20. Jahrhundert | 128408 DDB |
| Bild gesucht BW                                                                   | Lokschuppen der ehemaligen Kleinbahn                                                                 | Bahnhofstraße 50 LageFlur: 36, Flurstück: 34/39                                                                       |                                                 | 1895            | 128409 DDB |
| Bild gesucht BW                                                                   | Katholische Kirche Mariä Geburt, Kirchwegallee, Friedhof                                             | Büchelbach, Im Webersfeld LageFlur: 8, 12, Flurstück: 42, 21                                                          |                                                 | 1852–57         | 128420 DDB |
| Bild gesucht BW                                                                   | Ehemaliger Gasthof                                                                                   | Büchelbach 2 LageFlur: 12, Flurstück: 87/1                                                                            |                                                 |                 | 127867 DDB |
| Bild gesucht BW                                                                   | | Friedrich-Wilhelm-von-Bauer-Straße 2 LageFlur: 8, Flurstück: 117/1                                                    |                                                 | Um 1900         | 127869 DDB |
| Bild gesucht BW                                                                   | | Gassen 29 LageFlur: 13, Flurstück: 65                                                                                 |                                                 | 18. Jahrhundert | 128182 DDB |
| Bild gesucht BW                                                                   | Alte Schule                                                                                          | Gassen 53 LageFlur: 13, Flurstück: 30/4                                                                               |                                                 | Um 1870         | 127870 DDB |
| Bild gesucht BW                                                                   | Zechenhaus                                                                                           | Im Webersfeld 13 LageFlur: 8, Flurstück: 20                                                                           |                                                 | 1827            | 128410 DDB |
| Bild gesucht BW                                                                   | Sanatorium Haus am Burgberg                                                                          | Lochmühle 5 LageFlur: 28, Flurstück: 6/1                                                                              |                                                 | 1938            | 128412 DDB |
| Bild gesucht BW                                                                   | | Mühlstraße 1 LageFlur: 6, Flurstück: 163/1                                                                            |                                                 | 18. Jahrhundert | 128413 DDB |
| Wachhütte in Abt. 83 A, Revierförsterei                                           | Wachhütte in Abt. 83 A, Revierförsterei                                                              | Nonnenberge LageFlur: 25, Flurstück: 32                                                                               |                                                 |                 | 128422 DDB |
| Bild gesucht BW                                                                   | Backhaus                                                                                             | Orber Straße LageFlur: 12, Flurstück: 12                                                                              |                                                 |                 | 128414 DDB |
| Bild gesucht BW                                                                   | | Orber Straße 1 LageFlur: 12, Flurstück: 25                                                                            |                                                 | 19. Jahrhundert | 128232 DDB |
| Bild gesucht BW                                                                   | | Orber Straße 17 LageFlur: 12, Flurstück: 44                                                                           |                                                 | 18. Jahrhundert | 127872 DDB |
| Bild gesucht BW                                                                   | Gefallenendenkmal                                                                                    | Richard-Rother-Straße 2 LageFlur: 12, Flurstück: 81/3                                                                 |                                                 | 1962            | 128411 DDB |
| Bild gesucht BW                                                                   | Ehemaliges Casino                                                                                    | Schmelzweg 27 LageFlur: 34, Flurstück: 221                                                                            |                                                 | 19. Jahrhundert | 128416 DDB |
| Bild gesucht BW                                                                   | | Schmelzweg 45 LageFlur: 34, Flurstück: 9                                                                              |                                                 |                 | 128417 DDB |
| Bild gesucht BW                                                                   | „Steinernes Haus“                                                                                    | Schmelzweg 54 LageFlur: 34, Flurstück: 85/9                                                                           |                                                 | 18. Jahrhundert | 128418 DDB |
| Bild gesucht BW                                                                   | Ehemaliges Hüttenamt                                                                                 | Schmelzweg 56 LageFlur: 34, Flurstück: 85/26                                                                          |                                                 | 1822            | 128234 DDB |
| Bild gesucht BW                                                                   | Forsthof                                                                                             | Schmelzweg 72 LageFlur: 35, Flurstück: 78                                                                             |                                                 | Um 1900         | 128419 DDB |
| Bild gesucht BW                                                                   | Reste der Eisen-, Kupfer- und Silberhütte                                                            | Zum Burgberg 2 LageFlur: 34, Flurstück: 81/1                                                                          |                                                 | 1726            | 128415 DDB |
| Die Frankfurter Wasserleitung 1875                                                | Die Frankfurter Wasserleitung 1875                                                                   | Nördlich außerhalb des Ortes im Bieber- und Kasselgrund LageFlur: 32, Flurstück: 12                                   |                                                 |                 | 128421 DDB |

### Breitenborn/Lützel
| Bild            | Bezeichnung | Lage                                              | Beschreibung | Bauzeit             | Objekt-Nr. |
| --------------- | ----------- | ------------------------------------------------- | ------------ | ------------------- | ---------- |
| Bild gesucht BW |             | Dorfstraße 1/3 LageFlur: 6, Flurstück: 46/2, 47/3 |              | 1866                | 128424 DDB |
| Bild gesucht BW |             | Friedrichstraße 3 LageFlur: 6, Flurstück: 43/1    |              | 19./20. Jahrhundert | 129275 DDB |
| Bild gesucht BW |             | Hufeisenstraße 2a LageFlur: 10, Flurstück: 16/2   |              | 18. Jahrhundert     | 128425 DDB |
| Bild gesucht BW |             | Hufeisenstraße 3 LageFlur: 10, Flurstück: 10      |              | 18. Jahrhundert     | 128426 DDB |
| Bild gesucht BW |             | Hufeisenstraße 4 LageFlur: 10, Flurstück: 18/1    |              | 18./19. Jahrhundert | 128427 DDB |
| Bild gesucht BW |             | Hufeisenstraße 13 LageFlur: 10, Flurstück: 30/4   |              | 18. Jahrhundert     | 128428 DDB |
| Bild gesucht BW |             | Hufeisenstraße 15 LageFlur: 10, Flurstück: 2/4    |              | 19. Jahrhundert     | 128429 DDB |

### Kassel
| Bild                                     | Bezeichnung                                                            | Lage                                                                | Beschreibung | Bauzeit         | Objekt-Nr. |
| ---------------------------------------- | ---------------------------------------------------------------------- | ------------------------------------------------------------------- | --- | --------------- | ---------- |
| Wohnhaus Bornweg                         | Wohnhaus Bornweg                                                       | Bornweg 3 LageFlur: 4, Flurstück: 93/1                              | Giebelständiges Wohnhaus des späten 19. Jahrhunderts in historistischem Sichtfachwerk mit geschosshohen Diagonalstreben und Andreaskreuzen, Satteldach auf profilierten Sparrenenden. Traufseitig großes Zwerchhaus. Rückwärtig Erdgeschoss und Obergeschoss massiv, ehemals Stallnutzung. | 19. Jahrhundert | 128432 DDB |
| Obermühle mit Mühlbach                   | Obermühle mit Mühlbach                                                 | Bornweg 53 LageFlur: 7, Flurstück: 48/1–7, 49, 50, 58/1             | Am Kasselbach südöstlich des Ortskerns oberschächtige Wassermühlenanlage. Ersterwähnung der Mühle 1582.1655 und 1668 wird sie als zweigängige Mühle erwähnt. Der heutige Mühlenbau wurde 1718 neu errichtet oder umgebaut.                                                                 | 1718            | 127877 DDB |
| Bild gesucht BW                          | Wohnhaus Höchster Weg                                                  | Höchster Weg 3 LageFlur: 5, Flurstück: 33                           | Giebelständiges Wohnhaus des frühen 18. Jahrhunderts. | 18. Jahrhundert | 844124 DDB |
| Ehemaliges Naturfreundehaus Spessarthaus | Ehemaliges Naturfreundehaus Spessarthaus                               | Im Kasselgrund LageFlur: 29, Flurstück: 2                           | 1923 von den Naturfreunden Offenbach als ihr Vereinshaus im Kasselbachtal erbaut. Wie viele andere Häuser durch die Nationalsozialisten enteignet und stark beschädigt. | 1923            | 128441 DDB |
| Wohnhaus Kasselbachstraße                | Wohnhaus Kasselbachstraße                                              | Kasselbachstraße 11 LageFlur: 6, Flurstück: 144/2                   | Zweigeschossiges, traufständiges Wohnhaus, ehemals Einhaus mit Stall aus dem 17. Jahrhundert, Satteldach mit Aufschiebling. | 17. Jahrhundert | 127878 DDB |
| Bild gesucht BW                          | Sachgesamtheit Bachlauf                                                | Kasselbach LageFlur: 5, 6, 25, Flurstück: 30, 96, 102, 103, 98, 110 | |                 | 127884 DDB |
| Bild gesucht BW                          | Ehemaliger Forsthof Kassel                                             | Kasselgrund 1 LageFlur: 8, Flurstück: 117                           | In den weiten Wiesen des Kasselbaches gelegener ehemaliger Forsthof Kassel aus dem späten 19. Jahrhundert. | 19. Jahrhundert | 128442 DDB |
| Bild gesucht BW                          | Wohnhaus Martinsgasse                                                  | Martinsgasse 2 LageFlur: 5, Flurstück: 46                           | Wohnhause eines ehemaligen zweigeschossigen Streckhofs um 1700 | Um 1700         | 128433 DDB |
| Wohnhaus Rosengarten                     | Wohnhaus Rosengarten                                                   | Rosengraben 2/4 LageFlur: 25, Flurstück: 93,95                      | | 17. Jahrhundert | 128434 DDB |
| Bild gesucht BW                          |                                                                        | Rosengraben 6 LageFlur: 5, Flurstück: 96                            | | Um 1700         | 127880 DDB |
| Bild gesucht BW                          |                                                                        | Röslingstraße 1 LageFlur: 5, Flurstück: 56                          | | 18. Jahrhundert | 675886 DDB |
| Bild gesucht BW                          |                                                                        | Spessartstraße 2 LageFlur: 25, Flurstück: 55/6                      | | Um 1900         | 844119 DDB |
| Bild gesucht BW                          |                                                                        | Spessartstraße 17/19 LageFlur: 2, Flurstück: 90/2, 91/1             | |                 | 127882 DDB |
| Bild gesucht BW                          | Sachgesamtheit ehemaliges Forstamt                                     | Spessartstraße 33 LageFlur: 4, Flurstück: 9/5                       | | 1899/1900       | 128435 DDB |
| Ehemalige Schule, dann Rathaus           | Ehemalige Schule, dann Rathaus                                         | Spessartstraße 52 LageFlur: 5, Flurstück: 38                        | Massiver, zweigeschossiger Putzbau, fünfachsig unter Krüppelwalmdach, datiert auf 1825. Heute Bürgertreff Biebergemünd Kassel. | 1825            | 127881 DDB |
|                                          |                                                                        | Spessartstraße 58 LageFlur: 5, Flurstück: 87                        | | 19. Jahrhundert | 128436 DDB |
|                                          |                                                                        | Spessartstraße 64 LageFlur: 5, Flurstück: 78/1                      | | 18. Jahrhundert | 128437 DDB |
| Alteburgschule                           | Alteburgschule                                                         | Spessartstraße 75 LageFlur: 5, Flurstück: 151/1, 151/2, 150/2       | | 20. Jahrhundert | 128438 DDB |
| weitere Bilder                           | Katholische Pfarrkirche St. Nepomuk                                    | Spessartstraße LageFlur: 5, Flurstück: 94                           | | 1790            | 128439 DDB |
| Gefallenendenkmal                        | Gefallenendenkmal                                                      | Spessartstraße (vor der Kirche) LageFlur: 5, Flurstück: 93          | | 1920            | 128440 DDB |
| Sandsteinmauer                           | Sandsteinmauer                                                         | Spessartstraße LageFlur: 5, Flurstück: 163                          | Friedhofsmauer des alten Friedhofs | 1806            | 127883 DDB |
| Direkt Bild zu diesem Denkmal hochladen  | Grenzsteinreihe                                                        | Am Wanderweg entlang der Nordseite des Kasselbaches                 | |                 | 128443 DDB |
| weitere Bilder                           | Quellfassungen und Grenzsteine der Frankfurter Wasserleitung von 1875. | Außerhalb des Ortes im Kasselgrund Lage                             | |                 | 938935 DDB |

### Lanzingen
| Bild                       | Bezeichnung                | Lage                                                              | Beschreibung | Bauzeit         | Objekt-Nr. |
| -------------------------- | -------------------------- | ----------------------------------------------------------------- | ------------ | --------------- | ---------- |
| Bild gesucht BW            |                            | Alte Hauptstraße 10 LageFlur: 2, Flurstück: 21/1                  |              | 19. Jahrhundert | 127885 DDB |
| Kreuz am Friedhof          | Kreuz am Friedhof          | Eidengesäßer Weg LageFlur: 11, Flurstück: 175/1                   |              | 17. Jahrhundert | 128430 DDB |
| Grabkreuz auf dem Friedhof | Grabkreuz auf dem Friedhof | Schlagacker (Eidengesäßer Weg) LageFlur: 11, Flurstück: 21/1,22/2 |              | 1898            | 127886 DDB |

### Roßbach
| Bild                            | Bezeichnung                     | Lage                                                                   | Beschreibung | Bauzeit         | Objekt-Nr. |
| ------------------------------- | ------------------------------- | ---------------------------------------------------------------------- | ------------ | --------------- | ---------- |
| Bild gesucht BW                 |                                 | Bergstraße 4 LageFlur: 7, Flurstück: 24/3                              |              | 19. Jahrhundert | 127887 DDB |
| Bild gesucht BW                 |                                 | Brunnenstraße 1 LageFlur: 8, Flurstück: 171/5                          |              | 19. Jahrhundert | 128445 DDB |
| Ehemalige Schule, Altes Rathaus | Ehemalige Schule, Altes Rathaus | Hauptstraße 15 LageFlur: 7, Flurstück: 48/1                            |              | Um 1880         | 127888 DDB |
| Bild gesucht BW                 | Scheunenanlage                  | Hauptstraße 28 LageFlur: 7, Flurstück: 17/1                            |              | 19. Jahrhundert | 128446 DDB |
| Schule                          | Schule                          | Zur Kaisereiche (bis 2014: Schulstraße) 2 LageFlur: 18, Flurstück: 8/2 |              | 1928            | 127889 DDB |
| Bild gesucht BW                 |                                 | Zur Bork (bis 2014: Spessartstraße) 2a LageFlur: 8, Flurstück: 166/4   |              | 18. Jahrhundert | 127890 DDB |

### Wirtheim
| Bild                                    | Bezeichnung                                                     | Lage | Beschreibung | Bauzeit             | Objekt-Nr. |
| --------------------------------------- | --------------------------------------------------------------- | --- | ------------ | ------------------- | ---------- |
|                                         |                                                                 | Erbsengasse 2 LageFlur: 4, Flurstück: 118 |              | 18. Jahrhundert     | 128448 DDB |
|                                         |                                                                 | Erbsengasse 13 LageFlur: 4, Flurstück: 94 |              | 18. Jahrhundert     | 128449 DDB |
| Bild gesucht BW                         | Arbeiterwohnhaus                                                | Frankfurter Straße 3 LageFlur: 2, Flurstück: 223 |              |                     | 128450 DDB |
|                                         |                                                                 | Frankfurter Straße 16 LageFlur: 4, Flurstück: 133/1 |              | 18. Jahrhundert     | 128451 DDB |
|                                         |                                                                 | Frankfurter Straße 26 LageFlur: 4, Flurstück: 110, 111/1 |              | 17. Jahrhundert     | 128452 DDB |
|                                         |                                                                 | Frankfurter Straße 32 LageFlur: 4, Flurstück: 106 |              | 18. Jahrhundert     | 128453 DDB |
| Bild gesucht BW                         | Ehemalige Schmiede                                              | Frankfurter Straße 41 LageFlur: 3, Flurstück: 174/1 |              | 20. Jahrhundert     | 128454 DDB |
| Bild gesucht BW                         |                                                                 | Frankfurter Straße 60 LageFlur: 7, Flurstück: 56/1 |              |                     | 130169 DDB |
| Bild gesucht BW                         |                                                                 | Frankfurter Straße 62/64 LageFlur: 7, Flurstück: 55/1,54/1 |              | Um 1900             | 130169 DDB |
| Bildstock                               | Bildstock                                                       | Grashain LageFlur: 3, Flurstück: 107/1 |              | 1779                | 128447 DDB |
| Bild gesucht BW                         |                                                                 | Graue Ruh LageFlur: 21, Flurstück: 1 |              |                     | 129324 DDB |
| Bild gesucht BW                         |                                                                 | Kasseler Straße 3 LageFlur: 4, Flurstück: 30/2, 31/2 |              | 19. Jahrhundert     | 128457 DDB |
| Bild gesucht BW                         |                                                                 | Kasseler Straße 20 LageFlur: 4, Flurstück: 44/1, 45/1, 47/1 |              |                     | 128458 DDB |
| Bild gesucht BW                         |                                                                 | Kasseler Straße 22 LageFlur: 4, Flurstück: 44/1 |              | 18./19. Jahrhundert | 128459 DDB |
| weitere Bilder                          | Katholische Kirche St. Peter und Paul                           | Kirchstraße LageFlur: 4, Flurstück: 184/4 |              | 15. Jahrhundert     | 127893 DDB |
| Sachgesamtheit Pfarrhof                 | Sachgesamtheit Pfarrhof                                         | Kirchstraße 10 LageFlur: 4, Flurstück: 12 |              | 1880–1885           | 128461 DDB |
| Bild gesucht BW                         | Backhäuschen                                                    | Kirchstraße 10 LageFlur: 4, Flurstück: 12 |              | 18. Jahrhundert     | 128461 DDB |
|                                         |                                                                 | Kirchstraße 30 LageFlur: 4, Flurstück: 316/1 |              | 18. Jahrhundert     | 128462 DDB |
| Bild gesucht BW                         |                                                                 | Kirchstraße 32 LageFlur: 4, Flurstück: 215/1 |              | 18. Jahrhundert     | 128463 DDB |
| Hofanlage                               | Hofanlage                                                       | Kirchstraße 42/44 LageFlur: 4, Flurstück: 185/1–5, 186/2, 3, 4, 6, 187 |              | 18. Jahrhundert     | 128464 DDB |
| weitere Bilder                          |                                                                 | Kirchstraße 46 LageFlur: 4, Flurstück: 188/1 |              |                     | 128465 DDB |
| Bild gesucht BW                         | Mariengrotte                                                    | Leipziger Straße LageFlur: 2, Flurstück: 191/66 |              | 1907                | 127892 DDB |
| weitere Bilder                          | Meilenstein                                                     | Leipziger Str. o. Nr. LageFlur: 3, Flurstück: 60/1 |              |                     | 127894 DDB |
| Bild gesucht BW                         |                                                                 | Leipziger Straße 5 LageFlur: 5, Flurstück: 24/1 |              | Um 1900             | 128456 DDB |
|                                         |                                                                 | Marktplatz 1 LageFlur: 4, Flurstück: 168/1 |              | 18. Jahrhundert     | 128466 DDB |
| Ehemaliger Gasthof „Zum Schwanen“       | Ehemaliger Gasthof „Zum Schwanen“                               | Marktplatz 3 LageFlur: 4, Flurstück: 470 |              | Um 1900             | 128467 DDB |
| weitere Bilder                          | Ehemalige Schule                                                | Markt 4 LageFlur: 4, Flurstück: 183/3–4 |              | 17./18. Jahrhundert | 127895 DDB |
| Bild gesucht BW                         | Sachgesamtheit Doppelmühle                                      | An dem Mühlgraben, östlich der B 276 LageFlur: 7, Flurstück: 120, 121, 193/1 |              | Um 1687             | 128472 DDB |
|                                         |                                                                 | Neugasse 4 LageFlur: 4, Flurstück: 130 |              | 1711                | 128468 DDB |
| Bild gesucht BW                         |                                                                 | Poststraße 2 LageFlur: 4, Flurstück: 140,141 |              | 18. Jahrhundert     | 128469 DDB |
| Direkt Bild zu diesem Denkmal hochladen | Stadtmauer                                                      | Poststraße 9 Flur: 3, 4, Flurstück: 100, 101, 102, 103, 104, 105, 106, 107/1, 107/2, 16, 29, 30, 31, 32, 37, 38, 39, 40, 94, 95, 96, 97, 98, 99, 11/1, 12, 137/3, 144/1, 16/2, 231/3, 235/15, 235/16, 235/17, 235/19, 235/2, 235/20, 235/22, 235/23, 3/1, 4/1, 5/1, 65, 66, 69/2, 70/2, 71, 73/1, 74/1, 76, 77, 78, 79, 81/1, 9/1 |              | Um 1442             | 128471 DDB |
| Bild gesucht BW                         | Friedhofskreuz, zwei historistische Grabmale, Gefallenendenkmal | Schlinkergarten (Kasseler Straße) LageFlur: 5, Flurstück: 55/3 |              | 19. Jahrhundert     | 128460 DDB |
| weitere Bilder                          | Ehemaliger Adelshof von Lauter                                  | Schlosshof 2 LageFlur: 4, Flurstück: 196/3, 198 |              | 16. Jahrhundert     | 127897 DDB |
|                                         |                                                                 | Schlosshof 5 LageFlur: 4, Flurstück: 192 |              | Um 1700             | 128470 DDB |
| Bild gesucht BW                         | Umspannwerk                                                     | Umspannwerk 1 LageFlur: 11, Flurstück: 73/1, 73/4 |              | 1926                | 127896 DDB |
| Bild gesucht BW                         | Bahnhof                                                         | Zum Bahnhof 1 LageFlur: 18, Flurstück: 137/5 |              | 1912                | 128473 DDB |